# Route nationale 789
La route nationale 789 ou RN 789 était une route nationale française reliant Brest au Conquet. À la suite de la réforme de 1972, elle a été déclassée en RD 789.

## Ancien tracé de Brest au Conquet
- Brest
- Recouvrance, commune de Brest

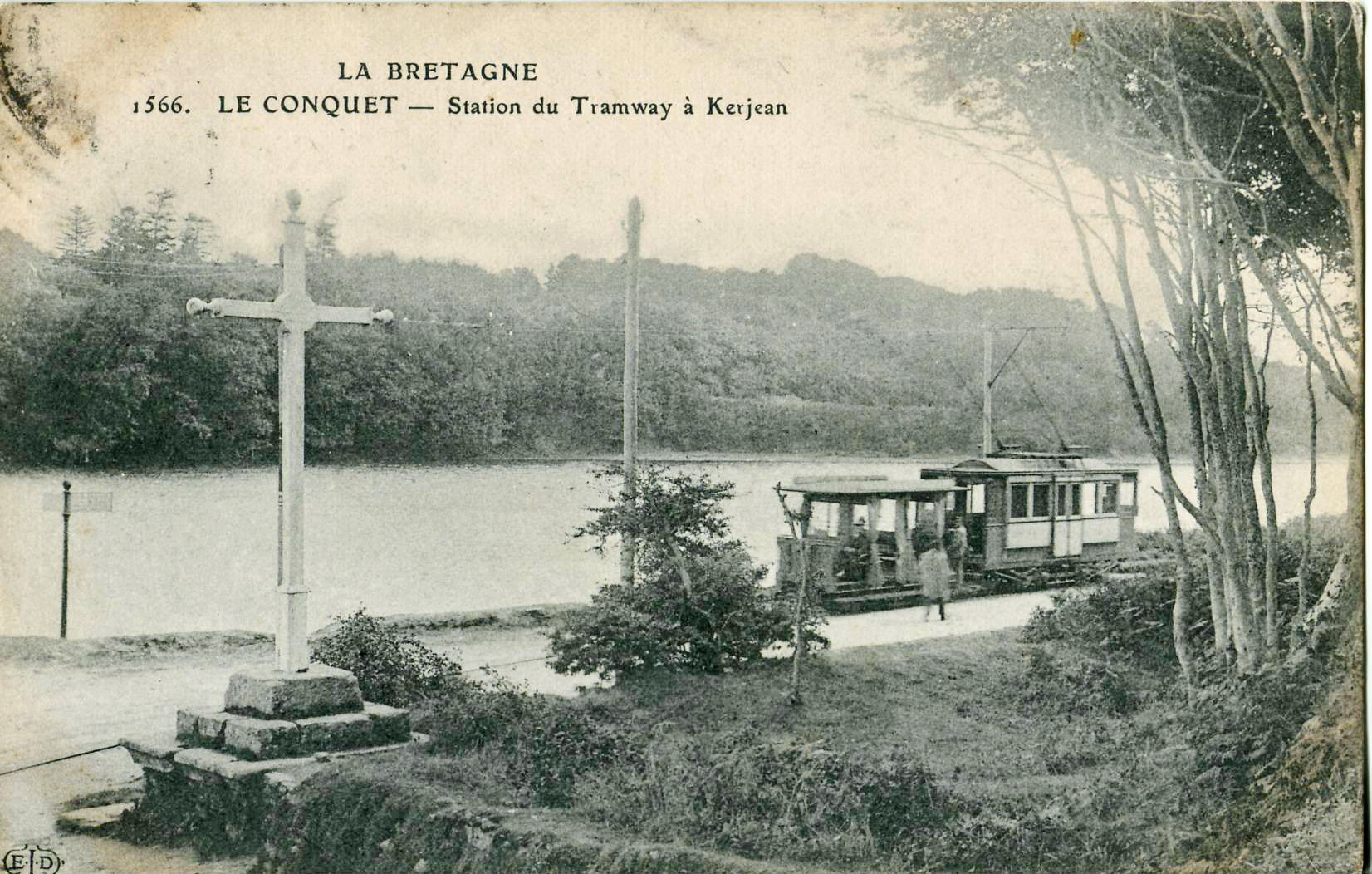
La Route nationale était longée, au début du XX, par le Tramway de Brest au Conquet, dont on voit ici une rame à la station Kerjean au Conquet

- Saint-Pierre-Quilbignon, commune de Brest
- La Trinité, commune de Plouzané
- Kerfily, commune de Locmaria-Plouzané
- Saint-Aouen, commune de Plougonvelin
- Le Conquet